# Cantó d'Ingré
El cantó d'Ingré és un cantó francès del departament de Loiret, situat al districte d'Orleans. Té 4 municipis i el cap és Ingré.

## Municipis
- La Chapelle-Saint-Mesmin
- Ingré
- Ormes
- Saran

## Història
| Data d'elecció                           | Identitat     | Partit                     | Qualitat |
| ---------------------------------------- | ------------- | -------------------------- | -------- |
| 1982-2001                                | Janine Rozier | Divers droite, després RPR |          |
| 2001-                                    | Michel Guérin | PCF                        |          |
| les dades anteriors no són pas conegudes |               |                            |          |
|                                          |               |                            |          |

## Demografia
| A partir de 1990: Població sense dobles comptes |